# Гханче (округ)
Гханче (англ. Ghanche District) — один из 7 округов пакистанской территории Гилгит-Балтистан.

## Географическое положение
На северо-востоке округ граничит с Синьцзян-Уйгурским автономным районом, на северо-западе с округом Скарду, на западе с округом Астор, на юге с Ладакхом (Индия). Большая часть округа Гханче расположена на леднике Сиачен. Часть восточной территории округа в настоящее время контролируется Индией. Столица округа — Хаплу. В Гханче температура зимой опускается ниже −20°С, что делает его самым холодным округом в Пакистане.

## История
С 1949 года контролируется Пакистаном , во время войны 1971 года несколько деревень перешло под контроль Индии.